# Germain Garnier
Pour les articles homonymes, voir Garnier.
Germain, marquis Garnier, né le 8 novembre 1754 à Auxerre et mort le 4 octobre 1821 à Paris, est un économiste, écrivain et homme politique français des XVIIIe et XIXe siècles.

## Biographie

### Études et début de carrière
Fils de notaire, descendant d'une ancienne famille bourgeoise, il fait des études de droit à Paris. Avocat dans la capitale, il achète une charge de procureur au Châtelet en 1779 - charge qu'il revend en 1788 - et fait rapidement fortune. Poète de salon, il noue de précieuses relations parmi la bonne société parisienne, notamment Louis de Narbonne et Talleyrand, et devient, par l'entremise de la duchesse de Narbonne, secrétaire du cabinet de Madame Adélaïde, tante de Louis XVI, charge dont il se démet en 1788.

### Action politique
Accueillant la Révolution avec défiance, il se fait élire député suppléant de la ville de Paris intra-muros aux États généraux en 1789. Président du district du quartier Saint-Honoré en 1790, il harangue le roi, le 12 février, au nom des présidents des autres districts et des soixante commandants des bataillons de la garde nationale. La même année, il s'inscrit au Club des Impartiaux, plus connu sous le nom de Club monarchique, fondé par Stanislas de Clermont-Tonnerre. Élu le 18 février 1791 administrateur du département de la Seine, il devient vice-président du directoire.
Le 24 mars 1792, le roi lui propose le ministère de la Justice dans le nouveau cabinet girondin, mais, en opposition avec Roland et Clavière, il rejette la demande. La même année, il publie De la propriété considérée dans ses rapports avec le droit politique, où il se montre disciple de l'économiste Quesnay.
Quittant la France pour le Canton de Vaud après la journée du 10 août 1792, il n'y rentre qu'en 1795. Lors du renouvellement du 5 prairial an V (24 mai 1797), il est porté par le Conseil des Cinq-Cents sur la liste des candidats au poste de directeur, mais le Conseil des Anciens lui préfère François Barthélemy.
Approuvant le coup d'État du 18 brumaire, il est nommé préfet de Seine-et-Oise en 1800. Puis il fait son entrée au Sénat conservateur le 6 germinal an XII (27 mars 1804) et devient commandant de la Légion d'honneur le 25 prairial suivant (14 juin 1804), membre du Conseil du sceau des titres le 12 mars 1808, comte de l'Empire le 26 avril suivant, président du Sénat du 1er juillet 1809 au 1er juillet 1811, titulaire de la sénatorerie de Limoges en 1810 puis de celle de Trèves en 1811 (à la place de Lucien Bonaparte), grand officier de la Légion d'honneur le 30 juin 1811, grand-croix de l'ordre de la Réunion le 3 avril 1813, mais aussi membre du grand conseil d'administration du Sénat et président des donataires dans les principautés de Bayreuth et d'Erfurt.
Nommé par décret du 26 décembre 1813 commissaire extraordinaire dans la 2e division militaire, à Bordeaux, il refuse le poste.
En avril 1814, il vote la déchéance de Napoléon et favorise le retour de Louis XVIII. Membre de la commission à laquelle est communiquée la charte, il est nommé à la Chambre des pairs par l'ordonnance du 4 juin 1814. Il en est l'un des orateurs les plus actifs et est chargé presque constamment des rapports relatifs au budget.
Lors des Cent-Jours, il rédige l'adresse de la Chambre des pairs au Roi, avant de se retirer à la campagne. De retour à Paris le 8 juillet 1815, il retrouve son titre de pair de France, avec le titre de marquis (21 août 1817).
À la Chambre haute, il vota pour la mort dans le procès du maréchal Ney (décembre 1815), défendit la politique ministérielle, mais parla en faveur de la liberté de la presse et du commerce des céréales, et fut plusieurs fois membre et rapporteur de la commission du budget.
En outre, il est nommé, par ordonnance royale de 1816, membre libre de l'Académie des inscriptions et belles-lettres (il en était correspondant depuis la réorganisation de l'Institut en 1800), président du collège électoral de Seine-et-Oise, membre du conseil privé et ministre d'État.
Le marquis Garnier mourut à Paris, le 14 octobre 1821, sans alliance ni postérité. Il est inhumé au cimetière du Père-Lachaise (39e division).

### Travaux littéraires
Il est l'auteur d'une traduction de Recherches sur la nature et les causes de la richesse des nations d'Adam Smith (1805), enrichie de notes et d'additions où il témoigne de son attachement pour les idées de Quesnay. Il a également traduit deux romans de l'anglais, Les aventures de Caleb Williams de William Godwin (1795) et Les Visions du château des Pyrénées de Catherine Cuthbertson (1809), et des poésies de Lady Montagu (1805). Il a édité les Œuvres complètes de Racine et annoté les Commentaires de La Harpe sur le tragédien (1807). Enfin, c'est lui qui a communiqué les Lettres inédites de madame de Sévigné publiées par Millevoye en 1814.
Il est également l'auteur d'une comédie, Les Girandoles, ou la Tricherie revient à son maître (1782), et d'une chanson, J'ai vu Lise hier soir, attribuée un temps au comte de Provence.

## Œuvres
- De la propriété considérée dans ses rapports avec le droit politique, 1792
- Abrégé élémentaire des principes de l'économie politique, 1796
- Description géographique ou physique du département de Seine-et-Oise, 1802
- Théorie des banques d'escompte, 1806
- Rapport, au nom de la commission spéciale de sept membres, relativement au projet de loi sur les finances en 1815, 1816
- Deux mémoires sur la valeur des monnaies de compte chez les peuples de l'Antiquité, 1817
- Observations en réponse aux « Considérations générales sur l'évaluation des monnaies grecques et romaines », 1818
- Histoire de la monnaie, depuis le temps de la plus haute Antiquité, jusqu'au règne de Charlemagne, 1819

## Titres
- Comte Garnier et de l'Empire (lettres patentes du 26 avril 1808, Bayonne[6]) ;
- Pair de France[7] :
  - Pair « à vie » par l'ordonnance du 4 juin 1814,
  - Titre de marquis-pair héréditaire le 31 août 1817, (lettres patentes du 20 décembre 1817).

## Distinctions
- Légion d'honneur[8] :
  - Commandant (25 prairial an XII : 14 juin 1804), puis,
  - Grand officier de la Légion d'honneur (30 juin 1811).
- Grand-croix de l'Ordre de la Réunion (3 avril 1813).

## Armoiries
| Figure | Blasonnement |
|        | Armes du comte Garnier et de l'Empire D'argent, à trois chevrons de gueules au chef cousu d'or chargé de deux étoiles du second, au franc-quartier des sénateurs brochant sur le tout., - Livrées : jaune, blanc & rouge. |
|        | Armes du marquis Garnier, pair de France D'argent à trois chevrons de gueules, au chef [soudé] d'or chargé de trois étoiles de gueules.,                                                                                  |